# پادشاهی الماس
پادشاهی الماس (به بنگالی: Hirak Rajar Deshe) فیلمی محصول سال ۱۹۸۰ و به کارگردانی ساتیاجیت رای است. در این فیلم بازیگرانی همچون تاپن چاترجی، رابی غوش، سومیترا چاترجی، اوتپال دوت ایفای نقش کرده‌اند.